# 九/十號坦克

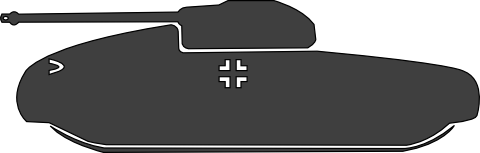
九號戰車虛構圖

九號坦克（Panzerkampfwagen IX）及十號坦克（Panzerkampfwagen X），為納粹德國在第二次世界大戰晚期故意散佈欺敵的虛構坦克開發計劃。

## 概要
1944年，希特勒其實已經終止了一切超重型坦克的開發計劃，轉移集中所有資源生產現成的五號豹式坦克與虎式坦克及虎II坦克，但是納粹德國方面還是發佈了九號坦克及十號坦克的開發計劃，然而實際上，它們只是德國方面故意散佈用作欺騙同盟國的虛構計劃，不過經由此兩個計劃還是可以看到德國當時設計坦克的哲學。

## 設計
構思中的九號及十號坦克都比八號鼠式坦克低矮但較闊，配備 128毫米口徑大砲，最大特色為其圓渾流線的外形，有別於以往德國傳統的盒形設計。